# Alfred Webb
Alfred Webb (Dublin, 10 de junho de 1834 – 30 de julho de 1908) foi um político do Partido Parlamentar Irlandês (IPP) e membro do Parlamento (MP) eleito por um dos círculos da Irlanda que desempenhou um papel em todas as principais organizações nacionalistas desde o Home Government Association de Butt até à United Irish League. Ao visitar a Índia, tornou-se o terceiro não-indiano a presidir o Congresso Nacional Indiano, em Madras, em 1894.
Webb foi eleito para a Câmara dos Comuns do Reino Unido em 24 de fevereiro de 1890, quando venceu uma eleição para o círculo eleitoral de Waterford Oeste.
Webb foi um defensor do jornal Anti-Caste, a primeira revista britânica anti-racismo, que começou em 1888.